# Petroica de carpó blanc
La petroica de carpó blanc (Peneothello bimaculata) és un ocell de la família dels petròicids (Petroicidae).

## Hàbitat i distribució
Viu entre la malesa del bosc de Nova Guinea i les illes Yapen.